# Холбёлль, Эйнар
Эйнар Холбёлль (дат. Einar Holbøll; 20 декабря 1865, Копенгаген — 23 февраля 1927, Шарлоттенлунд) — датский моряк, почтовый служащий, писатель и меценат, начальник датской королевской почты, известный введением в обращение в 1904 году первой рождественской почтовой марки.

## Биография
Эйнар Холбёлль был сыном лейтенанта Королевского военно-морского флота Дании Йохана Холбёлля (1828—1911) и Йоханны Матильды Касперсен (1840—1912). В пятнадцатилетнем возрасте поступил на службу во флот. В 1883 году он получил предварительный диплом, после чего продолжил службу и начал готовиться к экзамену на штурмана. Однако из-за плохого зрения ему пришлось отказаться от морской карьеры, и в 1886 году он поступил на работу в почтовое отделение, будучи назначен в 1891 году на должность почтового клерка в Копенгагене. В 1904 году он первым высказал идею введения рождественских марок, сборы от продажи которых — около 67 тысяч крон — позволили передать крупные суммы денег на благотворительность в пользу датских детей, в первую очередь на строительство Колдинге санатория для детей, больных туберкулёзом; это оказало положительное влияние на будущую карьеру Холбёлля и позволило ему заслужить уважение в стране.
В 1905 году приказом короля Фредерика VIII он был назначен начальником почты в Гентофте, а в 1909 году в Шарлоттенлунде, где располагалась летняя королевская резиденция. В 1909 году он стал также кавалером ордена Данеброга, а в 1925 году получил крест этого ордена. В дополнение к профессиональной работе, посвящённой благотворительности, участвовал в работе многих благотворительных организаций, в том числе Национального союза борьбы с туберкулезом (с 1910 года). В 1912 году он активно участвовал в сборе средств для слепых детей, с 1911 года возглавлял благотворительную ассоциацию государственных служащих и врачей. В 1925 году опубликовал небольшой сборник рассказов «Søstjerner» («Морская звезда»). В 1927 году его портрет появился на рождественской марке. Был похоронен на кладбище в Ордрупе (ныне столичный округ Большого Копенгагена).

## Личная жизнь
Эйнар Холбёлль был женат дважды. 5 октября 1892 года в Рённе на острове Борнхольм он женился на Эмме Амалии Сандорфф (р. 1864), с которой, однако, развёлся. 23 мая 1912 года в Копенгагене он женился на Берте Хансен (р. 1882).